# Dołna Kremena
Dołna Kremena (bułg. Долна Кремена) – wieś w Bułgarii, w obwodzie Wraca, w gminie Mezdra. Według danych szacunkowych Ujednoliconego Systemu Ewidencji Ludności oraz Usług Administracyjnych dla Ludności, 15 września 2023 roku miejscowość liczyła 602 mieszkańców.

## Historia
Niedługo po upadku Bułgarii pod panowanie osmańskie wieś została założona przez bułgarskich osadników, uciekających od przymusowej mahometanizacji. W dokumentach tureckich z 1430 roku wspominana jest wieś jako Kremena-i zir.